# Скородистик
Скоро́дистик — село в Україні, у Золотоніському районі Черкаської області. Входить до складу Іркліївської сільської громади. У селі мешкає 1269 людей.

## Населення

### Мова
Розподіл населення за рідною мовою за даними перепису 2001 року:
| Мова            | Кількість | Відсоток |
| --------------- | --------- | -------- |
| українська      | 1508      | 96.99%   |
| російська       | 44        | 2.83%    |
| білоруська      | 1         | 0.06%    |
| вірменська      | 1         | 0.06%    |
| інші/не вказали | 1         | 0.06%    |
| Усього          | 1555      | 100%     |

## Пам'ятки
- Іркліївський — ботанічний заказник місцевого значення.
- Бобухівщина — ботанічний заказник місцевого значення